# Resolutie 2327 Veiligheidsraad Verenigde Naties
Resolutie 2327 van de Veiligheidsraad van de Verenigde Naties werd op 16 december 2016 unaniem aangenomen door de VN-Veiligheidsraad. De resolutie verlengde het mandaat van de VN-vredesmacht in Zuid-Soedan met een jaar en verhoogde het aantal manschappen, uit vrees dat het geweld in het land zou uitmonden in een burgeroorlog.

## Standpunten
De Amerikaanse vertegenwoordiger zei dat de Veiligheidsraad was gewaarschuwd dat een burgeroorlog en genocide dreigden, en dat deze – door de VS opgestelde – resolutie de vredesmacht de middelen gaf om de bevolking te beschermen. De VS en het Verenigd Koninkrijk wilden Zuid-Soedan ook een wapenembargo opleggen en gerichte sancties instellen, als waarschuwing aan de leiders van beide partijen.
De Verenigde Staten hadden de vredesmacht al willen versterken toen in juli gevechten waren uitgebroken in Djoeba, maar de Zuid-Soedanese overheid wees dat toen van de hand. Voorafgaand aan de stemming had secretaris-generaal Ban Ki-moon zware kritiek geuit op 's lands leiders, en gezegd dat ze hun bevolking hadden verraden voor politiek gewin.
De Russische vertegenwoordiger zei de resolutie te steunen om inspanningen om terug te keren naar het vredesproces te bevorderen, maar voegde hieraan toe dat de auteurs opnieuw geen rekening hadden gehouden met de bezwaren van zijn land. Ze wilden sancties doordrukken, terwijl de IGAD had beslist dat dit averechts zou werken. Rusland was het ook niet eens met de hybride rechtbank die werd opgezet en de inzet van drones, daar de Zuid-Soedanse overheid er bezwaren tegen had. Deze hybride rechtbank zou worden samengesteld met rechters uit Zuid-Soedan en andere Afrikaanse landen, en oorlogsmisdaden bestraffen.
Ook landen als China, Egypte en Venezuela waren niet te vinden voor sancties, daar van dergelijke maatregelen al was gebleken dat ze niet werken. Venezuela was voorstander van "een Afrikaanse oplossing voor een Afrikaans probleem".
Zuid-Soedan vond dat Afrikaanse landen te weinig betrokken werden bij kwesties over vrede en veiligheid. Dreigen met sancties zou enkel de samenwerking ondermijnen, en sancties tegen overheidsfunctionarissen zouden de overheid verzwakken. President Salva Kiir had op 14 december nog gezegd het vredesakkoord uit augustus 2015 te zullen uitvoeren en een nationale dialoog te zullen opzetten. Ook had hij een eenzijdig staakt-het-vuren uitgevaardigd en het leger opgedragen enkel nog ter zelfverdediging te vechten.

## Achtergrond
In 2011 was Zuid-Soedan, na decennia van conflict om het olierijke gebied, onafhankelijk geworden van Soedan. Eind 2013 ontstond echter een politieke crisis tussen president Salva Kiir en voormalig vicepresident Riek Machar die uitdraaide op etnisch geweld en moordpartijen. Eind 2016 waren al meer dan 2,5 miljoen mensen op de vlucht geslagen, was een grote humanitaire crisis ontstaan en vreesde men bij de Verenigde Naties dat er een genocide op til was die niet gestopt zou kunnen worden door de 13 000 blauwhelmen die aanwezig waren. De VS probeerde een wapenembargo door te drukken, maar landen als China, Rusland en Japen waren daar tegen. Hun resolutie hiertoe werd op 23 december 2016 met zeven stemmen voor en acht onthoudingen niet aangenomen.

## Inhoud
Men was gealarmeerd over het uit de hand lopende etnisch geweld in Zuid-Soedan, en dat het politieke conflict zou kunnen uitdraaien in een etnische oorlog. Er vonden ongestraft allerlei schendingen van de mensenrechten plaats, en seksueel geweld tegen vrouwen en meisjes werd als tactiek gebruikt tegen de bevolking. De media werden gebruikt om op te roepen tot haat en geweld tegen een bepaalde etnische groep. Zo'n 2,94 miljoen mensen waren op de vlucht, 4,8 miljoen hadden voedselhulp nodig en 6 miljoen hadden bijstand nodig. Er moest een politieke uitweg worden gevonden, begeleid door de Afrikaanse Unie en de IGAD.
De VN-vredesmacht, UNMISS, werd nog steeds tegengewerkt door de Zuid-Soedanese overgangsregering van nationale eenheid (TGNU), waarmee die mogelijk het status of forces-akkoord overtrad. Ook hulporganisaties ondervonden dezelfde tegenstand.
UNMISS' mandaat werd verlengd tot 15 december 2017. Het maximaal aantal militairen werd opgetrokken van 13 000 tot 17 000 en het aantal agenten van 2001 tot 2101. Het beschermen van de bevolking en de veilige gebieden voor de bevolking bleef de voornaamste opdracht. Ook de 4000 man sterke regionale beschermingsmacht bleef bestaan. Deze beveiligde wegen, communicatielijnen, de luchthaven en nutsfaciliteiten in en rond de hoofdstad Djoeba, en moest aanvallen op de vredesmacht, hulporganisaties en de bevolking afslaan.
Men eiste dat de partijen het staakt-het-vuren uitvoerden waartoe ze op 11 juli 2016 zelf hadden opgeroepen, dat de gevechten stopten en dat ze hun manschappen onder controle hielden en de bevolking beschermden. De Veiligheidsraad overwoog sancties in te stellen tegen degenen die de VN-vredesmacht, de veilige gebieden en hulporganisaties hadden aangevallen.
Lijst ·  2260 ·  2261 ·  2262 ·  2263 ·  2264 ·  2265 ·  2266 ·  2267 ·  2268 ·  2269 ·  2270 ·  2271 ·  2272 ·  2273 ·  2274 ·  2275 ·  2276 ·  2277 ·  2278 ·  2279 ·  2280 ·  2281 ·  2282 ·  2283 ·  2284 ·  2285 ·  2286 ·  2287 ·  2288 ·  2289 ·  2290 ·  2291 ·  2292 ·  2293 ·  2294 ·  2295 ·  2296 ·  2297 ·  2298 ·  2299 ·  2300 ·  2301 ·  2302 ·  2303 ·  2304 ·  2305 ·  2306 ·  2307 ·  2308 ·  2309 ·  2310 ·  2311 ·  2312 ·  2313 ·  2314 ·  2315 ·  2316 ·  2317 ·  2318 ·  2319 ·  2320 ·  2321 ·  2322 ·  2323 ·  2324 ·  2325 ·  2326 ·  2327 ·  2328 ·  2329 ·  2330 ·  2331 ·  2332 ·  2333 ·  2334 ·  2335 ·  2336